# 刑警二人組
《Doubles 刑警二人組》是由伊藤英明、坂口憲二主演，2013年4月起在朝日電視台“週四劇”播出。

## 故事大綱
以新宿為舞台，為此中央署成「刑事課特殊班」，通稱「0係」，選拔警視廳內的精英赴任，成為署長對外表現努力的姿態。赴任的有山下俊介（伊藤英明飾），為人積極開朗，人情味及正義感豐富。另外田代啓一（坂口憲二飾）是個熱血刑警，雖然和帶點天真的山下常起紛爭，但實際上二人互相信賴，行動時相互支援。行事慎重的他內心有不亞於山下的正義感。過去他曾在小村落逮捕流氓，對警察抱持著不信任的態度，但現在的他充滿熱血，與山下共同合作，為了破案，就算走天涯海角，不揪出真正的犯人，決不罷休！

## 角色

### 主要人物
- 山下俊介 - 伊藤英明（粵語配音：陳廷軒）

巡査部長。警校1106期。自蒲田東署刑事課調任。
- 田代啓一 - 坂口憲二（粵語配音：黃啟昌）

巡査部長。警校1115期。自足立署刑事課調任。與搭擋山下曾是國中同學，因為當時的一次事件與他成為交情匪淺的好友，但山下卻不記得。

### 警視廳新宿中央警察署

#### 刑事課特殊組
通稱：0組。決心要順利處理好每一件事這是不可能的，尤其在當前的刑事課的繁雜案件之下，因此成立0組分攤任務，0的用意是沒有期待。
- 宮田亞紀 - 夏菜（粵語配音：羅孔柔）

- 日下涼子 - 內田有紀（粵語配音：林元春）

- 矢島謙吾 - 近藤芳正（粵語配音：蕭徽勇）

- 牧野聰 - 長谷川朝晴（粵語配音：張錦江）

- 村井翔太 - 山口大地（粵語配音：周倚天→陳灝瑋）

- 笠井昇 - 平泉成（粵語配音：陳永信）

組長。

#### 刑事搜查第一係
- 田崎學 - 堀部圭亮（粵語配音：馮錦堂）

- 西村直樹 - 井坂俊哉（粵語配音：劉奕希）

- 橋本亮 - 永江祐貴（粵語配音：鄧志堅）

- 坂田三枝子 - 室井滋（粵語配音：林丹鳳）

#### 管理職
- 須藤洋介 - 杉本哲太（粵語配音：招世亮）

刑事課課長。
- 大田浩二 - 風見慎吾（粵語配音：劉昭文）

副署長。
- 前川誠一 - 橋爪功（粵語配音：陳曙光）

署長。

#### 其他署員
- 丸山和美 - 林丹丹（粵語配音：何璐怡）

刑事課辦公小姐。負責處理課內的一切事務。
- 岡部敦史 - 森岡豐

鑑識官。
- 和田典子 - 三浦葵

接待員。
- 足立遙香 - 椎名美澄

接待員。

### 各集登場人物

#### 第1集
- 工藤雅樹/中川和之（冤案被害人） - 青木崇高/坂口湧久(少年)（粵語配音：李鎮然/伍秀霞(少年)）
- 吉永武史（指名手配犯） - 秋山成勲（粵語配音：葉振聲）
- 中川弘（和之的父親） - 松原正隆（粵語配音：劉奕希）
- 中川里美（和之的母親） - 泉美樹里（粵語配音：梁少霞）
- 香川茂雄（千恵的父親） - 望月章男（粵語配音：張方正）
- 香川千恵（連續爆炸事件被害人） - 松岡侑奈

#### 第2集
- 横山妙子（匯款詐欺案被害人） - 草笛光子（粵語配音：袁淑珍）
- 遠藤正彦（匯款詐欺集團首腦） - 安田顕（粵語配音：潘文柏）
- 大下廣（匯款詐欺集團的人頭） - 瀧藤賢一（粵語配音：陳卓智）
- 横山和樹（妙子的兒子） - 井田國彦（粵語配音：劉昭文）
- 野澤昌男（野澤企業諮詢顧問公司負責人） - 三上市朗（粵語配音：張炳強）
- 丸山千尋（匯款詐欺集團成員） - 龍二
- 小柳信次（匯款詐欺集團成員） - 安住啓太郎
- 春藤敦之（匯款詐欺集團成員） - 酒井貴浩

#### 第3集
- 相田若葉（「Prudential Hotel新宿」的房務員） - 中山忍（粵語配音：曾佩儀）
- 瀬川（「Prudential Hotel」専務） - 鶴見辰吾（粵語配音：馮志輝）
- 大塚雄二（「Overlook Publishing」記者） - 菊池均也（粵語配音：張炳強）
- 相田悟（若葉的兒子） - 荒川槙（粵語配音：謝潔貞）
- 松本康夫（不動產公司社長） - 沼崎悠

#### 第4集
- 増田裕一（強盜犯） - 東幹久（粵語配音：李錦綸）
- 前川恭子（前川署長的女兒） - 原田佳奈（粵語配音：魏惠娥）
- 増田英子（裕一的妻子） - 今野麻美（粵語配音：陸惠玲）
- 増田沙織（裕一的女兒） - 小西舞優
- 加藤（律師） - 大衛伊東（粵語配音：張炳強）
- 鎌田（咖啡廳綁架事件的人質） - 山崎一（粵語配音：朱子聰）

#### 第5集
- 中谷正彦（百合的父親） - 北見敏之（粵語配音：盧國權）
- 中谷由理（夜店「羅密歐」的陪酒小姐） - 村川繪梨（粵語配音：曾佩儀）
- 大野郁夫（「Rich Vision」的負責人） - 宅間孝行（粵語配音：陳欣）
- 佐竹美奈子（女服務生） - 建美里

#### 第6集
- 川島英作（四谷東警察署地域課巡査部長、山下的同期同事） - 葛山信吾（粵語配音：李錦綸）
- 園部正男（川島的後輩） - 武田航平（粵語配音：曹啟謙）
- 真鍋信介（投資信託公司前代表） - 神保悟志（粵語配音：陳卓智）
- 松崎清（「KM Qualities」代表） - 小林一英（粵語配音：陳卓智）
- 瀧口雅人（瀧口綜合醫院理事長） - 岡田謙（粵語配音：葉振聲）

#### 第7集
- 瀧川久美（律師） - 荻野目慶子（粵語配音：黃玉娟）
- 森重六郎（森重房枝肇事逃逸事件原告） - 萩原流行（粵語配音：張炳強）
- 堂本武（信一郎的父親） - 小須田康人（粵語配音：李錦綸）
- 堂本信一郎（久美與阿武的兒子） - 中村咲哉（粵語配音：胡家豪）（幼少期：佐藤瑠生亮）
- 船山守（年金強盗事件嫌疑犯） - 齊藤陸（粵語配音：張裕東）
- 佐伯憲一（醫療過失訴訟案被告） - 加世幸市（粵語配音：盧國權）
- 關口實（資産家離婚訴訟案被告） - 嶋崎伸夫（粵語配音：林保全）
- 俵宗二郎（暴力集團成員刺殺事件原告） - 古井榮一（粵語配音：張炳強）
- 決明子樂團（田中亮、大塚亮二、吉田大藏、河野健太） - 本人飾演

#### 第8、9集（完結篇）
- 大崎勝也（大崎房屋社長） - 金子賢（粵語配音：蘇強文）
- 木村京介（大崎房屋總務課公司刊物編纂室職員） - 今井雅之（粵語配音：譚炳文）
- 大崎浩三（大日本建設社長） - 團時朗（粵語配音：盧國權）
- 安田常雄（俱樂部「Madre」的老闆） - 梨本謙次郎（粵語配音：馮志輝）
- 中谷真澄（俱樂部「Madre」的女服務生） - 岩佐真悠子（粵語配音：劉惠雲）
- 益本（新宿中央警察署廣報課署員） - 安座間美優（粵語配音：成瑤孆）
- 吉川香織（俱樂部「Madre」的女服務生） - 中丸紫苑（粵語配音：黃昕瑜）
- 安田繪美（常雄與美智代的女兒） - 金井美樹（粵語配音：凌晞）
- 安田美智代（常雄的妻子） - 咲羽靖子（粵語配音：許盈）
- 中谷留美（真澄的女兒） - 采澤真実
- 沼田弘志（政治家、政府官員） - 西田健（完結篇）（粵語配音：朱子聰）
- 加納（大崎浩三的前同事） - 田口主將（完結篇）（粵語配音：林國雄）

## 各集標題及收視率
| 集數                                                     | 播出日期 | 標題 | 編劇     | 導演     | 收視率 |
| -------------------------------------------------------- | -------- | ---- | -------- | -------- | ------ |
| File:001                                                 | 4月18日  |      | 尾崎將也 | 塚本連平 | 15.8%  |
| File:002                                                 | 4月25日  |      | 尾崎將也 | 塚本連平 | 11.6%  |
| File:003                                                 | 5月2日   |      | 尾崎將也 | 常廣丈太 | 10.4%  |
| File:004                                                 | 5月9日   |      | 尾崎將也 | 小松隆志 | 10.9%  |
| File:005                                                 | 5月16日  |      | 尾崎將也 | 塚本連平 | 11.6%  |
| File:006                                                 | 5月23日  |      | 尾崎將也 | 常廣丈太 | 10.1%  |
| File:007                                                 | 5月30日  |      | 高山直也 | 小松隆志 | 11.7%  |
| File:008                                                 | 6月6日   |      | 尾崎將也 | 塚本連平 | 10.8%  |
| File:009                                                 | 6月13日  |      | 尾崎將也 | 常廣丈太 | 12.9%  |
| 平均收視率 11.9%（收視率由Video Research於關東地區調查） |          |      |          |          |        |

## 工作人員
- 腳本 - 尾崎将也
- 音樂 - 仲西匡
- 導演 - 塚本連平、常廣丈太、小松隆志
- 主題曲 - シシド・カフカ「キケンなふたり」（インペリアルレコード）
- 片尾曲 - 決明子（avex trax）
- 助理導演 - 小野浩司
- 標題製作 - 常廣丈太
- CG - 奥田圭一
- 動作指導 - 大道寺俊典
- Cancer effect - Pyro Tech
- 駕駛動作指導 - Active 21
- 科學捜査顧問 - 山崎昭（法科學捜査研究所）
- 山岳指導 - 遠藤晴行
- 總製片人 - 黒田徹也
- 製作人 - 中込卓也、遠田孝一、伊藤達哉
- 副製作人 - 峰島光、椋尾由希子、神通勉
- 制作 - 朝日電視台、MMJ

## 節目的變遷
| 日本 朝日電視台 週四晚間九點連續劇   | 日本 朝日電視台 週四晚間九點連續劇   | 日本 朝日電視台 週四晚間九點連續劇 |
| ------------------------------------ | ------------------------------------ | ---------------------------------- |
|                                      | 刑警二人組 （2013.4.18 - 2013.6.13） |                                    |
| 婆媳誰怕誰 （2013.1.17 - 2013.3.14） | 最強名醫2 （2013.7.11 - 2013.9）     |                                    |

| 緯來日本台 星期一至五 20:00-22:00 （8-10點一天一次撥最新兩集） | 緯來日本台 星期一至五 20:00-22:00 （8-10點一天一次撥最新兩集） | 緯來日本台 星期一至五 20:00-22:00 （8-10點一天一次撥最新兩集） |
| -------------------------------------------------------------- | -------------------------------------------------------------- | -------------------------------------------------------------- |
|                                                                | 肌警二人組 （2013.08.15 - 2013.08.21）                         |                                                                |
| 第六感搜查線 （2013.08.08 - 2013.08.14）                       | 家政婦女王 （2013.08.22 - 2013.08.28）                         |                                                                |

| 香港 無綫網絡電視煲劇1台 星期日 14:00-16:00及20:45-22:30 5月4日 15:00-16:00及21:30-22:30 | 香港 無綫網絡電視煲劇1台 星期日 14:00-16:00及20:45-22:30 5月4日 15:00-16:00及21:30-22:30 | 香港 無綫網絡電視煲劇1台 星期日 14:00-16:00及20:45-22:30 5月4日 15:00-16:00及21:30-22:30 |
| ---------------------------------------------------------------------------------------- | ---------------------------------------------------------------------------------------- | ---------------------------------------------------------------------------------------- |
|                                                                                          | （2014.05.04 - 2014.06.01）                                                              |                                                                                          |
| （2014.03.30 - 2014.05.04）                                                              | （2014.06.08 - 2014.07.13）                                                              |                                                                                          |

## 外部連結
- http://www.tv-asahi.co.jp/doubles/（页面存档备份，存于）[  - 朝日電視台] （页面存档备份，存于）
- 肌警二人組 - 緯來日本台 （页面存档备份，存于）